# Österreichischer Frauen-Fußballcup 1979/80
Der Österreichische Frauen-Fußballcup wurde in der Saison 1979/80 unter dem Namen Frauen-Fußball-Cup, ausgerichtet vom Wiener Fußball-Verband, zum achten Mal ausgespielt. Den Pokal gewann zum vierten Mal der USC Landhaus.

## Teilnehmende Mannschaften
Für den österreichischen Frauen-Fußballcup hätten sich anhand der Teilnahme der Ligen der Saison 1979/80 folgende 11(!!) Mannschaften, die nach der Saisonplatzierung der Damenliga Ost I 1978/79 geordnet sind, und der neugegründeten Damenliga Ost II qualifiziert. Teams, die als durchgestrichen gekennzeichnet sind, nahmen zwar an der Saison 1978/79 teil, waren in dieser Saison in der Meisterschaft nicht spielberechtigt oder sind zweite Mannschaften und spielten daher nicht um den Pokal mit.
| Damenliga Ost (6) | Damenliga Ost (5) |
| --- | --- |
| - SV Elektra Wien (W) - DFC Ostbahn XI (W) - SV Aspern (W) - LUV Graz (ST) (C) - USC Landhaus (W) - 1. DFC Leoben (ST) - ESV Parndorf (B) | - DSC Alland-Brunn (NÖ) - SV Aspern II (W) - USC Landhaus II (W) - USC Halbturn (B) (A) - ASV Unterwaltersdorf (NÖ) - ASV 13 (W) - KSV Wiener Berufsschulen (W) |
| Erläuterungen Länderkürzel: (B): Burgenland, (NÖ): Niederösterreich, (ST): Steiermark, (W): Wien                                          | |

| (C) | amtierender Cupsieger 1978/79    |
| (N) | Neuaufsteiger der Saison 1977/78 |

## Turnierverlauf
Es liegen keine Informationen über Ergebnisse der Cuprunden vor dem Finale vor.
Finale
Das Finale wurde im Franz-Horr-Stadion in Wien ausgetragen
|              | Ergebnis        |                 |
| ------------ | --------------- | --------------- |
| USC Landhaus | 1:1 (2:1 i. E.) | FS Elektra Wien |